# Гіпофосфатемія
Гіпофосфатемія — це електролітний розлад, при якому спостерігається низький рівень фосфатів у крові. Симптоми можуть включати слабкість, проблеми з диханням та втрату апетиту. Ускладнення можуть включати судоми, кому, рабдоміоліз або розм'якшення кісток.
Дефіцит фосфатів у їжі трапляється надзвичайно рідко, оскільки їх велика кількість міститься в більшості видів харчів та легко пасивно всмоктується зі шлунково-кишкового тракту. Таким чином, гіпофосфатемія зазвичай є результатом захворювань або несприятливого ефекту медикаментозного лікування. Причини включають алкоголізм, відгодовування людей з недоїданням, одужання після діабетичного кетоацидозу, опіки, гіпервентиляцію та прийом певних ліків. Це явище також може виникати при гіперпаратиреозі, гіпотиреозі та синдромі Кушинга.
Діагноз ставиться на основі визначення концентрації фосфатів у крові менше 0,81 ммоль/л (2,5 мг/дл). Коли рівні фосфатів крові нижче 0,32 ммоль/л (1,0 мг/дл), це вважається важким станом.
Лікування гіпофосфатемії залежить від основної причини. Фосфати можна вводити перорально або шляхом ін'єкції у вену. Гіпофосфатемія зустрічається приблизно у 2 % людей у лікарні та у 70 % людей у відділенні інтенсивної терапії.

## Ознаки та симптоми
- М'язова дисфункція та слабкість — трапляється в основних м'язах, але також може проявлятися як: диплопія, низький серцевий викид, дисфагія та пригнічення дихання через слабкість дихальних м'язів.
- Зміни психічного стану — може варіюватися від дратівливості до тяжкої сплутаності свідомості, делірію та коми.
- Дисфункція лейкоцитів, що призводить до погіршення інфекцій.
- Нестабільність клітинних мембран через низький рівень аденозинтрифосфату (АТФ) — може спричинити рабдоміоліз із підвищенням рівня креатинфосфокінази в сироватці крові, а також гемолітичну анемію.
- Підвищена спорідненість крові до кисню, спричинена зниженням вироблення 2,3-бісфосфогліцеринової кислоти.
- Якщо гіпофосфатемія є хронічною, може розвинутися рахіт у дітей або остеомаляція у дорослих.

## Причини
- Синдром відгодовування — викликає потребу клітин у фосфаті через дію гексокінази, ферменту, який приєднує фосфат до глюкози, щоб розпочати метаболізм глюкози. Також фосфат потрібен для виробництва АТФ, коли клітини живляться та поповнюють свої енергетичні запаси. Подібний механізм спостерігається при лікуванні діабетичного кетоацидозу[5], який у цих випадках може ускладнюватися дихальною недостатністю через слабкість дихальних м'язів.[6][7]
- Респіраторний алкалоз — будь-який алкалемічний стан переміщує фосфати з крові в клітини. Найчастіше зустрічається респіраторна алкаліємія (вищий за норму рН крові через низький рівень вуглекислого газу в крові), яка, у свою чергу, спричиняється будь-якою гіпервентиляцією (наприклад, сепсисом, лихоманкою, болем, тривогою, відміною ліків та багатьма іншими причинами). Це явище спостерігається тому, що при респіраторному алкалозі вміст вуглекислого газу (CO2) у позаклітинному просторі зменшується, що призводить до вільної дифузії внутрішньоклітинного CO2 з клітини. Це зниження внутрішньоклітинного CO2 викликає підвищення клітинного pH, що має стимулюючий вплив на гліколіз. Оскільки процес гліколізу вимагає фосфату (кінцевим продуктом є АТФ), результатом є масове поглинання фосфату з сироватки крові в метаболічно активні тканини (наприклад, м'язи). Однак цей ефект не спостерігається при метаболічному алкалозі, оскільки в таких випадках причиною алкалозу є підвищення рівня бікарбонату, а не зниження рівня CO2. Бікарбонат, на відміну від CO2, погано дифузується через клітинну мембрану, тому внутрішньоклітинний pH змінюється незначно.[8]
- Алкоголь погіршує засвоєння фосфатів. Люди, які надмірно вживають алкоголь, зазвичай також страждають від недоїдання та нестачі мінералів. Крім того, лікування алкоголізму пов'язане з відгодовуванням, що ще більше виснажує запаси фосфатів, а стрес від алкогольної абстиненції може призвести до респіраторного алкалозу, який посилює гіпофосфатемію (див. вище).
- Мальабсорбція — включає пошкодження шлунково-кишкового тракту, а також нездатність всмоктувати фосфати через брак вітаміну D або хронічне вживання фосфатзв'язувальних речовин, таких як сукральфат, антациди, що містять алюміній, та (рідше) антациди, що містять кальцій.
- Внутрішньовенне введення препаратів заліза (зазвичай при анемії) може спричинити гіпофосфатемію. Втрата фосфатів переважно є результатом ниркової недостатності.

Первинна гіпофосфатемія є найпоширенішою причиною ненутритивного (не пов'язаного з раціоном) рахіту. Лабораторні показники включають низький нормальний рівень кальцію в сироватці крові, помірно низький рівень фосфатів у сироватці крові, підвищений рівень лужної фосфатази в сироватці крові та низький рівень 1,25-дигідроксивітаміну D у сироватці крові, гіперфосфатурію та відсутність ознак гіперпаратиреозу.
Гіпофосфатемія знижує рівень 2,3-бісфосфогліцерату (2,3-БПГ), що викликає зсув кривої оксигемоглобіну вліво (погіршення віддачі кисню еритроцитами).
Інші рідкісні причини включають:
- Деякі види раку крові, такі як лімфома або лейкемія
- Спадкові причини
- Печінкова недостатність
- Остеомаляція, викликана пухлиною

## Патофізіологія
Гіпофосфатемія викликається такими трьома механізмами:
- Недостатнє споживання (часто виявляється під час відновлення після тривалого голодування)
- Підвищена екскреція (наприклад, при гіперпаратиреозі, гіпофосфатемічному рахіті)
- Переміщення фосфору з позаклітинного у внутрішньоклітинний простір. Це явище можна спостерігати при лікуванні діабетичного кетоацидозу, відгодовуванні, короткочасному збільшенні клітинного попиту (наприклад, синдромі голодних кісток) та при гострому респіраторному алкалозі.

## Діагностика
Гіпофосфатемію діагностують шляхом вимірювання концентрації фосфатів у крові. Концентрації фосфатів менше 0,81 ммоль/л (2,5 мг/дл) вважаються діагностичними ознаками гіпофосфатемії, хоча для виявлення основної причини розладу можуть знадобитися додаткові тести.

## Лікування
Доступні та регулярно використовуються стандартні внутрішньовенні препарати фосфату калію у пацієнтів з виснаженням та у пацієнтів, які вживають надмірну кількість алкоголю. Пероральний прийом добавок також корисний, коли внутрішньовенне лікування недоступне.
Історично одним із перших проявів гіпофосфатемії були випадки у людей з концентраційних таборів, які померли невдовзі після відгодовування: було відзначено, що ті, кому давали молоко (з високим вмістом фосфатів), мали вищий рівень виживання, ніж ті, хто його не отримував.
Параметри моніторингу під час корекції внутрішньовенним введенням фосфату
- Рівень фосфору слід контролювати через 2-4 години після кожної дози, а також необхідно контролювати рівень калію, кальцію та магнію в сироватці крові. Також рекомендується моніторинг серцевої діяльності.